# Шумилов, Михаил Степанович
Михаи́л Степа́нович Шуми́лов (5 [17] ноября 1895, Верхняя Теча, Шадринский уезд — 28 июня 1975, Москва) — советский военачальник, генерал-полковник (20 октября 1943 года). Герой Советского Союза (26 октября 1943 года).
Депутат Верховного Совета СССР 3-го и 4-го созывов (1950—1958).

## Биография
Михаил Шумилов родился в крестьянской семье 5 (17) ноября 1895 года в селе Верхняя Теча Верхнетеченской волости Шадринского уезда Пермской губернии, ныне село входит в Катайский муниципальный округ Курганской области.
С отличием окончил сельскую школу, в результате чего получил земскую стипендию для поступления в учительскую семинарию. Окончил учительскую семинарию в Челябинске в 1916 году.

## Военная служба

### Первая мировая и гражданская войны
В 1916 году был призван в ряды Русской императорской армии, после чего был направлен на учёбу в Чугуевское военное училище, после окончания которого в 1917 году в чине прапорщика был направлен на должность младшего офицера в 109-й запасный полк в г. Челябинск. В марте 1917 года направлен на Западный фронт Первой мировой войны, где воевал в составе 32-го Кременчугского пехотного полка.
В декабре 1917 года как учитель был демобилизован из армии, подпоручик Шумилов вернулся в Верхнюю Течу. В конце 1917 года вступил в отряд Красной Гвардии и участвовал в установлении Советской власти. С января 1918 года работал сельским учителем, а в марте был назначен волостным военным комиссаром, одновременно учился на землемерных курсах в Шадринске. В апреле 1918 года добровольцем вступил в ряды Рабоче-крестьянской Красной Армии, тогда же вступил в ряды РКП(б). В середине июля 1918 года Шумилов занимал пост коменданта станции Антрацит (ныне Алтынай). Когда 18 июля на станцию отступил 4-й Уральский стрелковый полк, по личной просьбе зачислен в его состав, был назначен на должность командира 3-й роты 1-го батальона. В составе полка участвовал в оборонительных боях под Егоршино. 17 сентября 1918 года 4-й Уральский стрелковый полк по железной дороге отправлен под Нижний Тагил, где вёл бои по 6 октября, затем был вынужден отходить из окружения в район Верхней Туры. В период отхода советских войск из-под Кушвы на Пермь полк вёл арьергардные бои, отступая к станции Чусовой. С 17 декабря 1918 года Шумилов — командир 255-го (бывшего 4-го Уральского) стрелкового полка 29-й стрелковой дивизии Восточного фронта. Под его командованием полк отступал из Чусовой через Кизел на Усолье. В период общего наступления Красной армии, переправившись через реку Каму, 255-й Уральский полк вышел на Сылву и, продвигаясь по горнозаводской дороге, участвовал в освобождении ряда городов и сел Пермской губернии, в том числе Перми (1 июля 1919 года), Невьянска (15 июля), Шадринска (4 августа), вёл наступление на Тобольск, затем на Ишим. Приказом по дивизии 22 декабря 1919 года полк в составе 85-й особой стрелковой бригады перебрасывается на Южный фронт.
85-я особая бригада была включена в состав 13-й армии. Командиром 253-го полка Красных Орлов был переведён бывший командир 255-го стрелкового полка Шумилов, а бывший командир 253-го полка А. И. Кобяков был переведён командиром в 255-й стрелковый полк. Узнав о подготовляемом наступлении через бывшего офицера, перебежавшего из частей красной 3-й дивизии к белым, которая занимала позицию частей правее 85-й бригады, прямо против перекопского перешейка, противник сам 7 июля перешёл в контрнаступление, опрокинув части 3-й дивизии. 85-й бригаде дан был приказ наступать на Перекоп по берегу Сиваша. К вечеру 7 июня 1920 года подошли к Первоконстантиновке, уже занятой к этому моменту частями Марковской и Корниловской дивизии. На восточной окраине Первоконстантиновки в двух километрах от неё занял позиции 254-й полк, чуть южнее от него 253-й полк, с левого его фланга до берега Сиваша — 255-й полк. С севера от 254-го полка располагались позиции 124-й стрелковая бригады. К ночи белые части были выбиты из станицы. Утром 8 июня бой продолжился и вскоре белые части усиленные Дроздовской дивизией окончательно захватывают Первоконстантиновку. Способствовало этому ещё то, что севернее белые смяли позиции 124-й бригады, не только перерезав связь со штабом дивизии, но и фактически взяв с севера части бригады в полуокружение. Только поздно вечером, после 6-ти часового боя, красным удалось прорвать кольцо белых и отступить к колониям Агайман и Тарагаевка. Шумилов был ранен 7 июня 1920 года в первом же бою и в последующих боях не участвовал. Бригада была отправлена в тыл для формирования и расположена на отдых в село Краснополье в 6-ти верстах южнее г. Екатеринослава, куда прибыла 22 июля 1920 года. В конце июля 1920 же года бригада отправлена на фронт через г. Александровск, но, не доходя до позиции, был получен приказ о расформировании бригады. Строевые части влиты были в 3-ю дивизию. В дальнейшем сражался с вооружёнными формированиями атамана Н. И. Махно в районе Гуляйполя.

### Межвоенное время
После окончания войны Шумилов продолжил служить в армии на должности командира батальона.
После окончания высших Харьковских повторных курсов старшего и высшего командно-политического состава с июля 1924 года командовал батальоном в 20-м стрелковом полку 7-й стрелковой дивизии, с ноября 1924 года был назначен на должность начальника штаба этого полка. С января 1927 года — помощник командира 21-го стрелкового полка в той же дивизии. После окончания курсов усовершенствования комсостава «Выстрел» в январе 1929 года был назначен на должность командира и военкома 21-го стрелкового полка, в 1933 году — на должность начальника штаба 96-й стрелковой дивизии. В ноябре 1935 года ему было присвоено воинское звание полковника. В январе 1937 года стал помощником командира 87-й стрелковой дивизии. В июне 1937 года было присвоено воинское звание комбриг, и он был назначен командиром 7-й стрелковой дивизии Киевского военного округа.
В феврале 1938 — марте 1939 годов, находясь на должности советника при командующем группой армий Центрально-Южной зоны, Шумилов принимал участие в боевых действиях во время гражданской войны в Испании.
В апреле 1938 года был назначен на должность командира 11-го стрелкового корпуса, дислоцированного в Белорусском военном округе, во главе которого принимал участие в сентябре 1939 года в освободительном походе РККА в Западную Белоруссию, а затем в советско-финской войне. В июле 1940 года 11-й стрелковый корпус был включён в состав Прибалтийского Особого военного округа.

### Великая Отечественная война
С началом войны корпус под командованием Шумилова принимал участие в Прибалтийской оборонительной операции. С 23 по 25 июня принимал участие во фронтовом контрударе по прорвавшейся 4-й танковой группе противника в район Шяуляйского укреплённого района. Вскоре корпус отступал по направлению на Ригу и далее на Тарту. В июле корпус вёл тяжёлые оборонительные боевые действия на рубеже Пярну — Тарту. С 22 по 25 июля противник прорвал линию фронта, в результате чего вышел к Чудскому озеру и окружил корпус под командованием Шумилова. К 30 июля корпус вышел из окружения, после чего вёл оборонительные боевые действия вдоль Нарвского шоссе.
В августе 1941 года был назначен на должность заместителя командующего 55-й армии в составе Ленинградского фронта, после чего принимал участие в обороне Ленинграда, однако в ноябре того же года был отозван в Москву и состоял в распоряжении Главного управления кадров НКО. В декабре 1941 года был назначен командиром формирующегося 1-го особого стрелкового корпуса, но фактическим им не командовал.
В январе 1942 года был назначен на должность заместителя командующего 21-й армии в составе Юго-Западного фронта, после чего принимал участие в ходе боевых действий лета 1942 года на харьковском направлении и на Дону.
В августе 1942 года был назначен на должность командующего 64-й армией (вместо В. Н. Гордова), которая около месяца сдерживала 4-ю танковую армию под командованием Германа Гота на дальних подступах к Сталинграду, благодаря чему промышленные предприятия, расположенные на юге города, продолжали работать. Шесть месяцев армия Шумилова в жесточайших боях удерживала южную часть Сталинграда, сыграв выдающуюся роль в героической обороне города наряду с 62-й армией генерала В. И. Чуйкова.

...Под Мадридом продырявлен в первый 

И под Сталинградом - в пятый раз...
— Константин Симонов.  "У огня".
31 января 1943 года М. С. Шумилов в штабе армии в Бекетовке допросил генерала-фельдмаршала Фридриха Паулюса, взятого в плен его 64-й армией в Сталинграде.
16 апреля 1943 года 64-я армия была преобразована в 7-ю гвардейскую. Эта армия под командованием М. С. Шумилова принимала участие в Курской битве, где в ходе оборонительного сражения на южном фасе успешно остановила вспомогательный удар армейской группы «Кемпф», обескровив её за несколько дней.
23 августа 1943 года 7-я гвардейская армия участвовала в освобождении Харькова от немецких войск, форсировании Днепра.
Указом Президиума Верховного Совета СССР от 26 октября 1943 года за умелое руководство воинскими соединениями во время форсирования Днепра и проявленные при этом личное мужество и героизм гвардии генерал-полковнику Михаилу Степановичу Шумилову присвоено звание Героя Советского Союза с вручением ордена Ленина и медали «Золотая Звезда».
Командовал армией в ходе Кировоградской, Уманско-Ботошанской, Ясско-Кишинёвской, Дебреценской, Будапештской, Братиславско-Брновской и Пражской наступательных операциях. Немалая заслуга принадлежит генералу М. С. Шумилову в создании частей новой румынской армии.

Особенно успешно дрались войска армий генерала А. С. Жадова и генерала М. С. Шумилова. Оба эти командарма были мне хорошо известны. Они прошли большой и суровый путь с самого начала войны. Сумели выдержать и устоять в тяжелых схватках с врагом, обогатились опытом победных операций и пришли сюда, в район Кировограда во главе своих армий опытными военачальниками.
— Четырежды Герой Советского Союза  Маршал Советского Союза Жуков Г. К.  Воспоминания и размышления. Том 2. 3-е издание. — М.: Издательство Агентства печати Новости, 1978. — С.191.

### Послевоенная карьера
После окончания войны Шумилов продолжил командовать 7-й гвардейской армией, которая с июля 1945 года входила в состав Центральной группы войск и дислоцировалась на территории Венгрии. С февраля 1946 года командовал 52-й армией, с июня 1946 года — 13-й армией Прикарпатского военного округа.
В 1947 году был направлен на учёбу на Высшие академические курсы при Высшей военной академии имени К. Е. Ворошилова, после окончания которых в апреле 1948 года был назначен на должность командующего войсками Беломорского военного округа, а в мае 1949 года — на должность командующего Воронежским военным округом. С октября 1955 года находился в распоряжении Министра обороны СССР.
В январе 1956 года генерал-полковник М. С. Шумилов уволен в отставку, однако 24 апреля 1958 года был повторно призван в ряды Советской армии и назначен на должность военного консультанта Группы генеральных инспекторов Министерства обороны СССР.
Генерал-полковник Михаил Степанович Шумилов умер 28 июня 1975 года в городе Москве. Похоронен на Мамаевом кургане в Центральном районе города Волгограда Волгоградской области.

## Воинские звания
- Полковник (29.11.1935);
- Комбриг (15.06.1937);
- комдив (4.11.1939);
- генерал-майор (4.06.1940);
- генерал-лейтенант (31.12.1942);
- генерал-полковник (20.10.1943).

## Награды

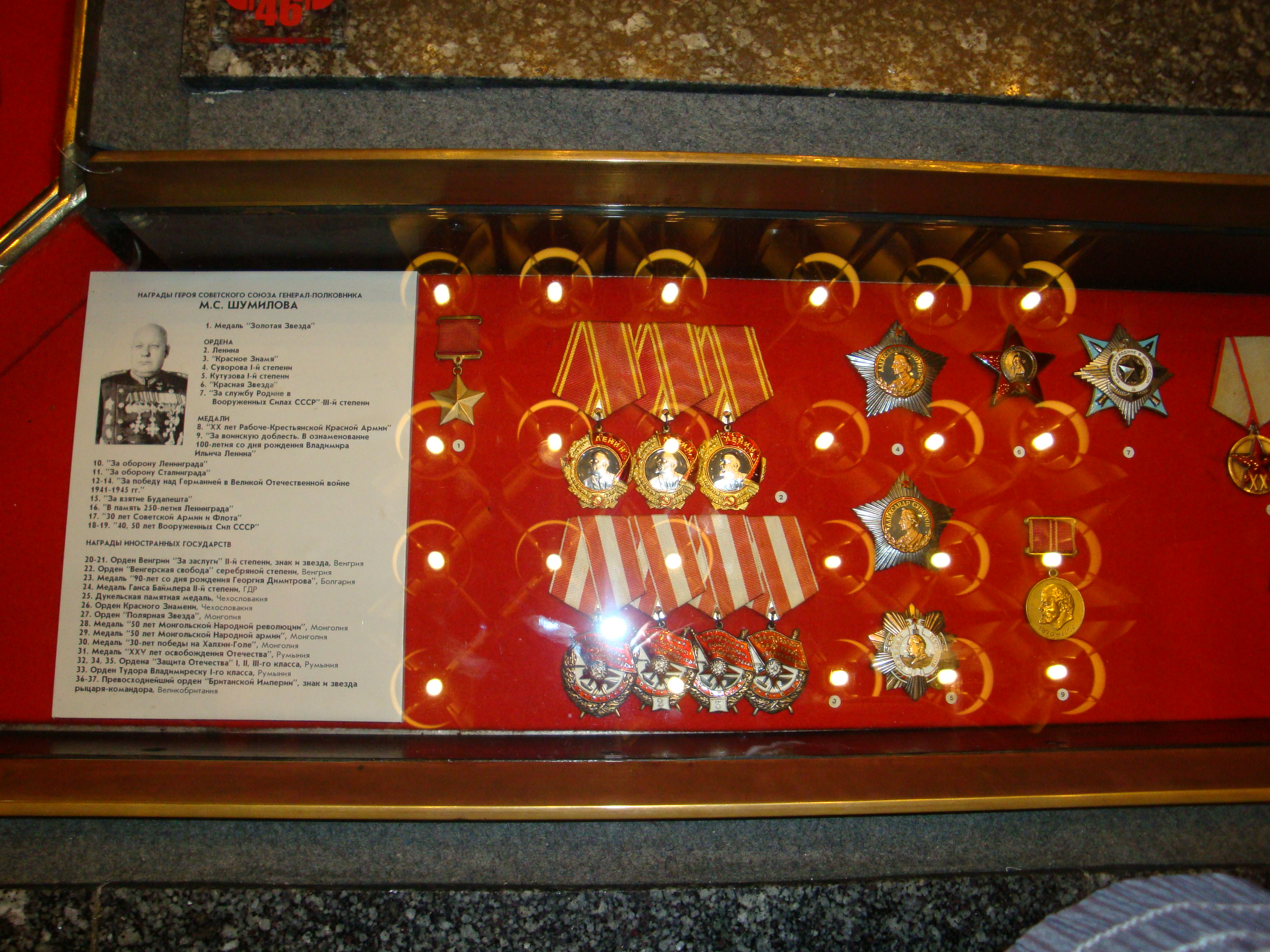
Награды Шумилова в Музе́е-запове́днике «Сталингра́дская би́тва»

- Герой Советского Союза (26 октября 1943 года[11])
  - Медаль «Золотая Звезда» № 1495
- три ордена Ленина (26 октября 1943 года, 21 февраля 1945 года[12][13], 17 ноября 1965 года);
- четыре ордена Красного Знамени (22 февраля 1938 года, 27 августа 1943 года, 3 ноября 1944 года[14], 24 июня 1948 года);
- два ордена Суворова I степени (28 января 1943 года[15], 28 апреля 1945 года[16][17]);
- орден Кутузова I степени (13 сентября 1944 года[18][19]);
- орден Красной Звезды (22 февраля 1968 года);
- орден «За службу Родине в Вооружённых Силах СССР» III степени (30 апреля 1975 года);
- медали;
- иностранные награды:
  - почётный Рыцарь-командор ордена Британской империи (Великобритания, пожалован 19 января 1944, вручение 11 мая 1944 года)[20]
  - Орден «Защита Отечества» трёх степеней (Румыния)
  - Орден Михая Храброго II и III классов (Румыния)
  - Орден Тудора Владимиреску I степени (Румыния, 24 октября 1969 года)
  - Орден Венгерской свободы II степени (Венгерская Народная Республика)
  - Орден Заслуг Венгерской Народной Республики II класса
  - Орден Красного Знамени (Чехословацкая Социалистическая Республика, октябрь 1969 года)
  - Орден Возрождения Польши (Польша)
  - Орден Полярной звезды (Монгольская Народная Республика, 6 июля 1971 года)
  - Медаль «30 лет Халхин-Гольской Победы» (Монгольская Народная Республика)
  - Медаль «50 лет Монгольской Народной Армии» (Монгольская Народная Республика, 15 марта 1971 года)
  - Медаль «50 лет Монгольской Народной Революции» (Монгольская Народная Республика, 16 декабря 1971 года)
  - Медаль «25 лет освобождения Отечества» (нем. Medaille zum 25. Jahrestag des befreiten Vaterlandes) (Социалистическая Республика Румыния, 1969 год)
  - Медаль Ганса Баймлера (нем. Hans-Beimler-Medaille) (Германская Демократическая Республика)
  - Медаль «90 лет со дня рождения Георгия Димитрова» (Народная Республика Болгария)
  - Дукельская памятная медаль (Чехословацкая Социалистическая Республика)

Почётные звания
- Почётный гражданин Волгограда (4 мая 1970 года), Бельцов (23 февраля 1966 года), Белгорода (1 августа 1963 года), Братиславы, Шебекино (1973 год), села Верхтеченского и др.

## Память
В честь Михаила Степановича Шумилова названы улицы в Москве, Белгороде, Великом Устюге, Волгограде, Катайске, Керчи, Краснограде, Кропивницком, Минусинске, Тихвине, Туркестане, Харькове, Чебоксарах, Шадринске.
Установлены памятники:
- бюст в Белгороде, открыт 17 ноября 2018 года, скульптор Михаил Анатольевич Смелый[21] — 50°33′54″ с. ш. 36°36′07″ в. д.HGЯO
- бюст в Волгограде, скульптор Лев Михайлович Майстренко — 48°36′44″ с. ш. 44°25′48″ в. д.HGЯO
- бюст в Катайске — 56°17′09″ с. ш. 62°34′39″ в. д.HGЯO
- бюст в Кургане, открыт 7 мая 2010 года, скульптор Станислав Александрович Голощапов[22] — 55°26′25″ с. ш. 65°20′17″ в. д.HGЯO
- бюст в Харькове — 49°57′04″ с. ш. 36°16′48″ в. д.HGЯO

Установлены мемориальные доски
- в Кировском районе Волгограда на улице Генерала Шумилова, дом 16,
- на здании школы в селе Верхняя Теча.
- на домах, где он жил:
  - в Москве (Ленинградский проспект, 75)
  - в Шадринске
  - в Воронеже (ул. Таранченко, 40)

Присвоено имя Героя следующим образовательным учреждениям:
- Муниципальное автономное общеобразовательное учреждение «Привольненская средняя школа имени М. С. Шумилова» Светлоярского муниципального района Волгоградской области
- МКОУ «Верхнетеченская средняя общеобразовательная школа» имени героя Советского Союза М. С. Шумилова (Катайский муниципальный округ, Курганская область)
- ГБОУ города Москвы «Школа № 1208 имени Героя Советского Союза М. С. Шумилова»
- СПТУ № 18 в Харькове; на территории этого училища установлен бюст, а на фасаде здания — аннотационная доска.

Ежегодно проходит кубок Шумилова между командами регби Белгорода и Волгограда.
В Катайском районе Курганской области учреждена памятная медаль в честь Героя Советского Союза генерал-полковника М. С. Шумилова.
Названы улицы в городах Шебекино, Белгород.

Мемориальная доска на доме, где жил М.C.Шумилов (Москва, Ленинградский проспект, 75)
Бюст М. С. Шумилова на улице им. 64-й Армии в городе-герое Волгограде
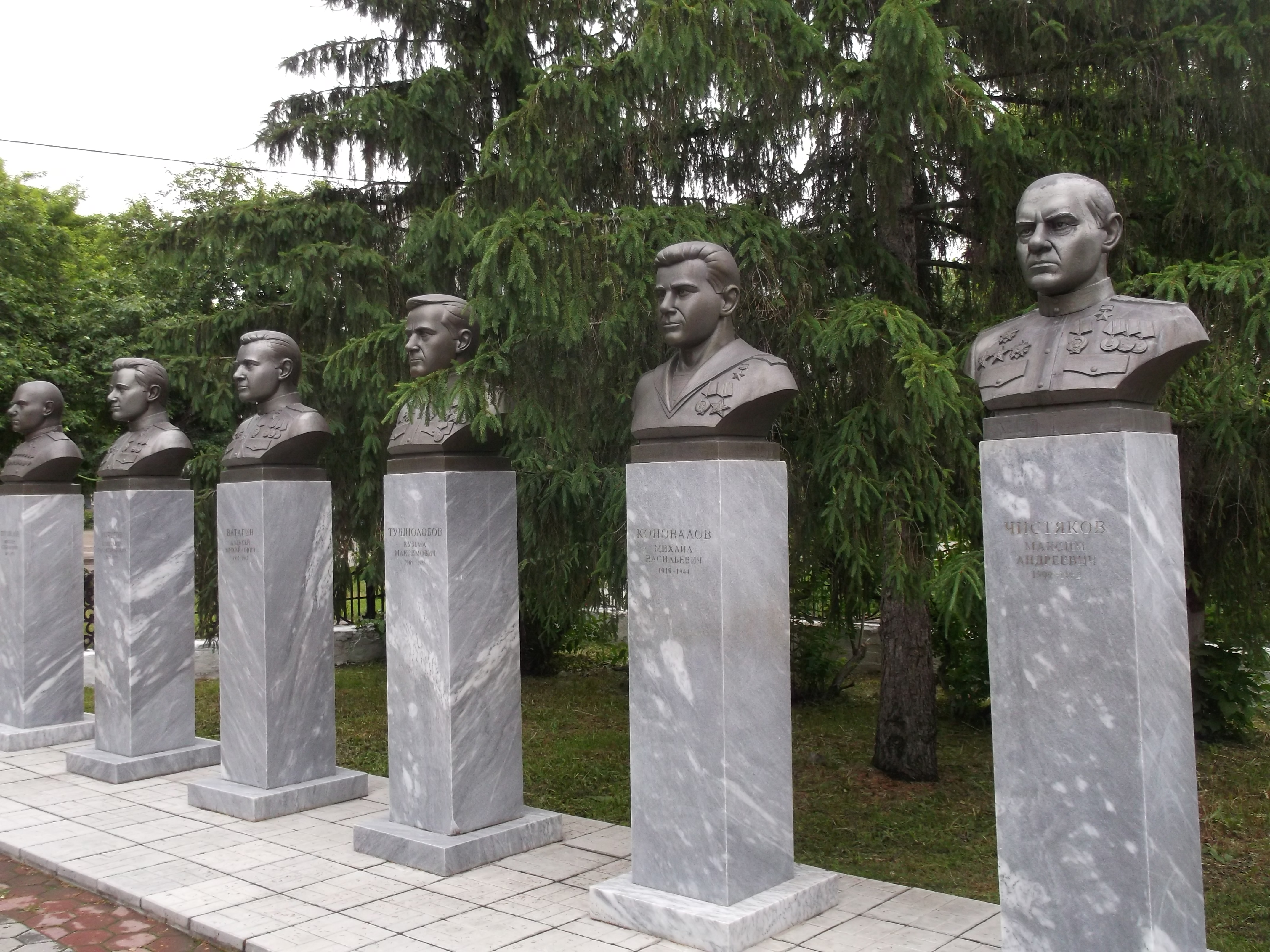
Мемориал «Аллея Славы», г. Катайск. М.С. Шумилов, А.Г. Анчугов, А.М. Ватагин, К.М. Тушнолобов, М.В. Коновалов, М.А. Чистяков
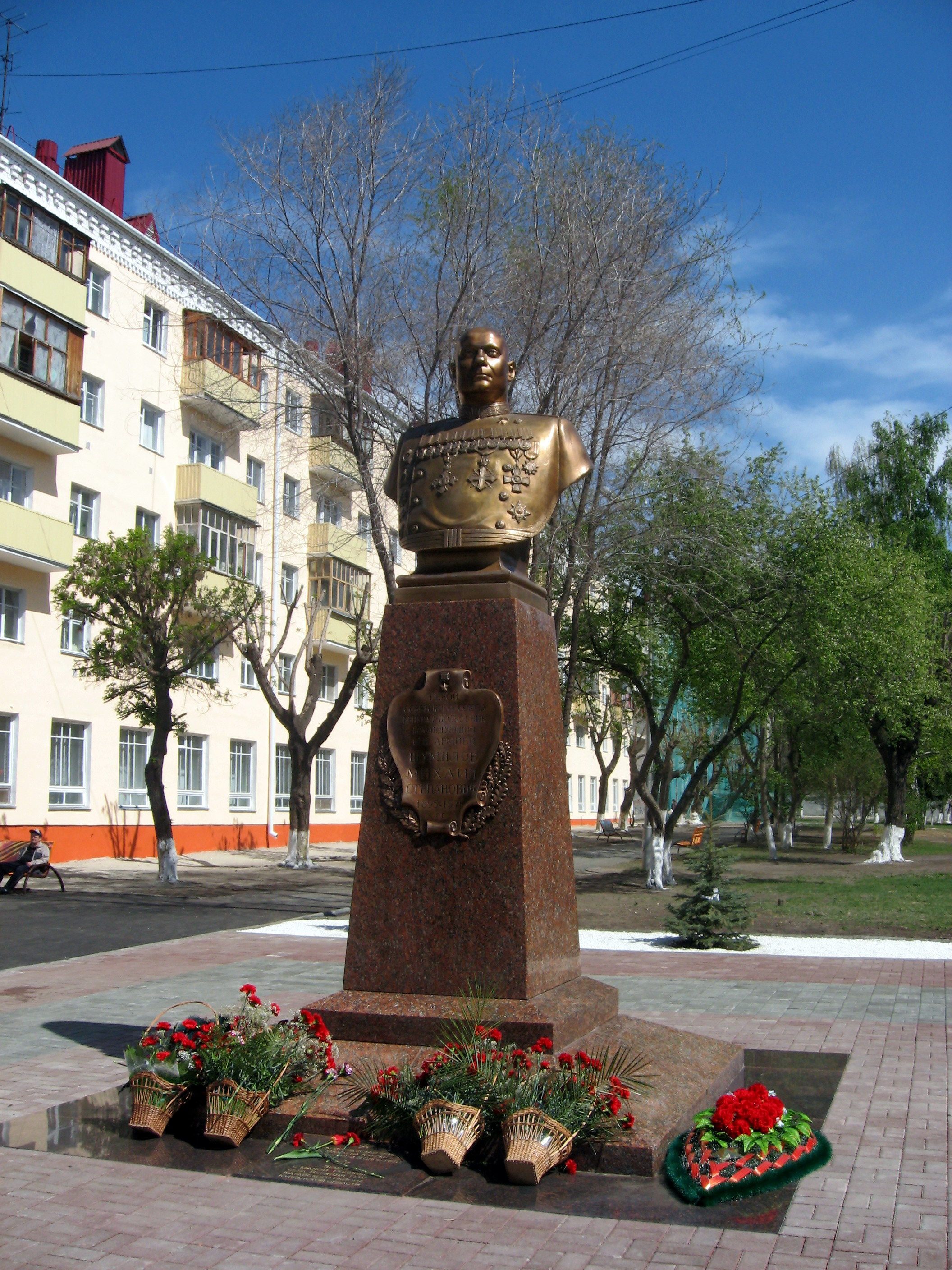
Бюст М. С. Шумилова в Кургане, установленный в 2010 году. Скульптор Голощапов, Станислав Александрович
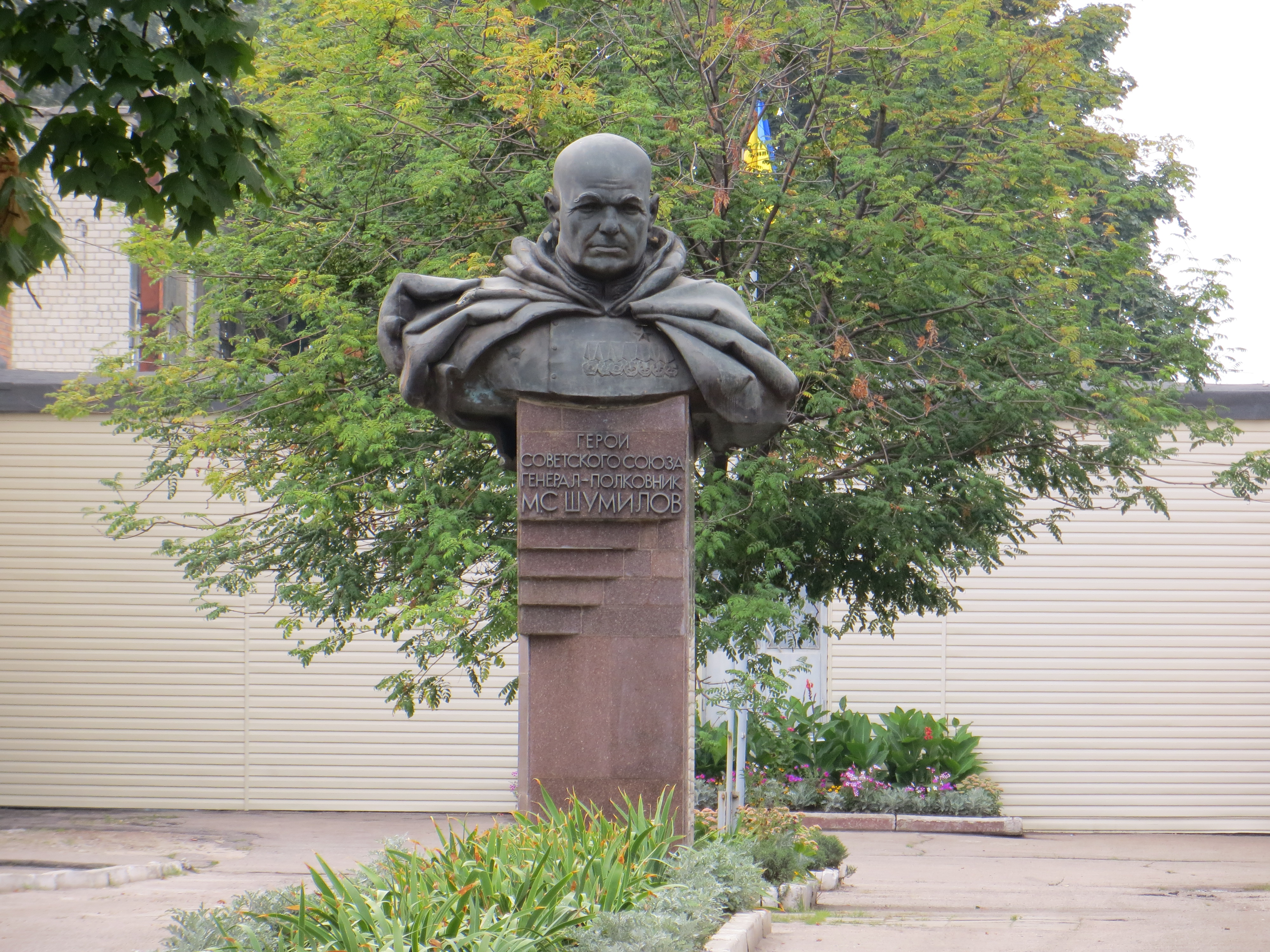
Бюст М. С. Шумилова в Харькове
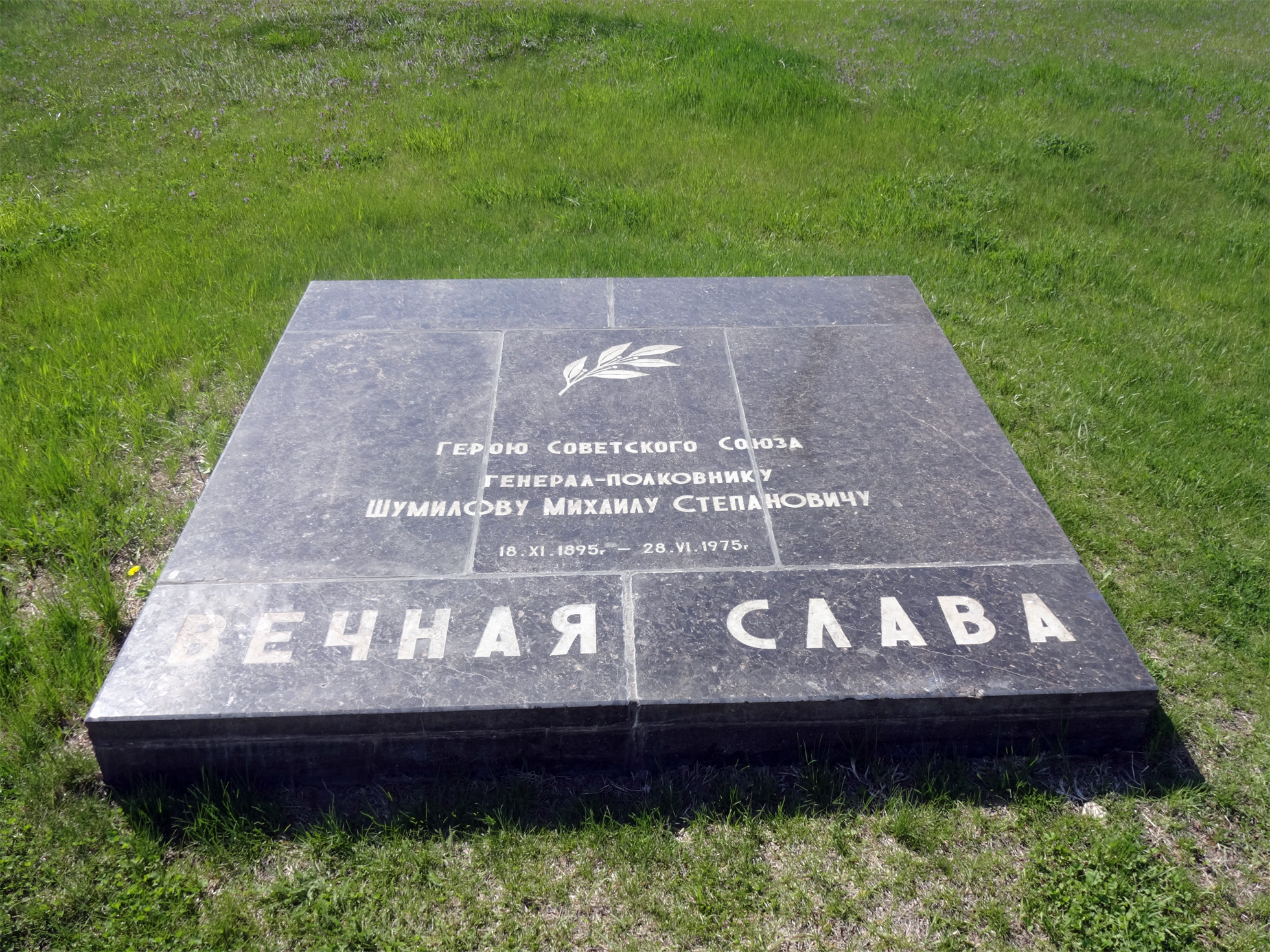
Мемориальная плита генералу Михаилу Шумилову на Мамаевом кургане

## Семья
Жена Анна Алексеевна Шумилова (13 декабря 1900 — 8 ноября 1972).
Сын Шумилов, Игорь Михайлович (17 июня 1927 — 5 августа 2002) — ведущий конструктор проектного отдела ОКБ-52, заведующий кафедрой «Аэрокосмические системы» Московского высшего технического училища имени Н. Э. Баумана, Герой Социалистического Труда (1963), Лауреат Ленинской премии (1959).

## Сочинения
- Стойкость 64-й. — В кн.: Битва за Сталинград. 4-е изд. — Волгоград, 1973.
- Наступает 7-я гвардейская. — В кн.: Впереди — Харьков. — Харьков, 1975.